# Ransäters bruksherrgård
Ransäters bruksherrgård eller Geijersgården er en herregård og Erik Gustaf Geijers fødselsplads. Den ligger ved Ransäter i Värmland, Sverige. Der findes et museum i herregårdens hovedbygning.
Tidligere var Ransäter et jernværk. Det blev bygget i 1600'erne af borgmester Johan Börjesson, der senere også byggede Munkfors værk. Jernværket havde 3 smedejernshammere, der blev nedlagt i slutningen af 1800'erne. Erik Gustaf Geijers farfar købte værket, senere blev det solgt af hans bror Emanuel i 1817 til Barthold Dahlgren, far af forfatteren Fredrik August Dahlgren. Senere blev Fredrik August Dahlgren gift med en søsterdatter af Erik Gustaf Geijer.
Geijersgården blev solgt til Forshaga sulfit AB, men i 1907 købte Geijer's slægt den. Gården var en lang og hvidmalet 1-etage-bygning af træ. Bygningen blev revet ned og i sommeren 1914 blev en ny bygning opført af dele af den gamle bygning. I dag er Geijersgården et museum over Erik Gustaf Geijer, Fredrik August Dahlgren og maleren Uno Troili.